# Helicolenus hilgendorfii
Helicolenus hilgendorfii, oorspronkelijk aangeduid met Sebastes hilgendorfii is een  straalvinnige vissensoort uit de familie van schorpioenvissen (Sebastidae). De Japanse naam voor de vis is Yumekasago.
De wetenschappelijke naam van de soort is voor het eerst geldig gepubliceerd in 1884 door Döderlein. De vis is genoemd naar Franz Martin Hilgendorf, een Duitse zoöloog die tussen 1873 en 1876 in Japan verbleef.
De vis is levendbarend en leeft op een diepte van 150-500 meter in zanderige en modderige bodem (marien demersaal) en komt voor rond Japan, Korea en in de Chinese zee. De vis bereikt een lengte van maximaal 27 cm. De vis is een roofvis en eet onder andere garnalen en kleinere vissen.
In Japan (Kanazawa, 2013) staat deze vis regelmatig op de menukaart van de betere restaurants.